# And If I Was To Die In The Morning... Would I Still Be Sleeping With You
Albums de Your Favorite Enemies
Love Is A Promise Whispering Goodbye
(2008)
And If I Was To Die In The Morning… Would I Still Be Sleeping With You est le premier EP du groupe canadien de Rock alternatif Your Favorite Enemies sorti en 2007.

## Liste des chansons
| No | Titre               | Durée |
| -- | ------------------- | ----- |
| 1. | Open Your Eyes      | 3:50  |
| 2. | Midnight's Crashing | 3:38  |
| 3. | Little Sister       | 4:36  |
| 4. | Hold Me Tight       | 3:55  |
| 5. | Left Behind         | 4:13  |